# サトシのポケモン (XY)
サトシのポケモン (XY)では、任天堂のゲームソフト『ポケットモンスター』シリーズを原作とするアニメ『ポケットモンスター』シリーズに登場するサトシのポケモンのうち、『XY』から登場したものについて記述する。

## 凡例
記載されている略号
以下のタイトル名の前に付与された数字（シリーズ番号）は、日本語オリジナル版を番組名の違い（リコとロイ編はひとシリーズとする）で数えた通称であり、他の言語版のシリーズ/シーズン番号とは異なる場合がある。
- 1.『ポケットモンスター（無印）』 - 《PM》（無印、平成無印、1997年版、第1シリーズ、平成版）：カントー地方編 - 《KT》、オレンジ諸島編 - 《OS》、ジョウト地方編 - 《JT》
- 2.『ポケットモンスター アドバンスジェネレーション』 - 《AG》：ホウエン地方編 - 《HT》、バトルフロンティア編 - 《BF》
- 3.『ポケットモンスター ダイヤモンド&パール』 - 《DP》
- 4.『ポケットモンスター ベストウイッシュ』 - 《BW》
  - シーズン1『ポケットモンスター ベストウイッシュ』 - 《BW》
  - シーズン2『ポケットモンスター ベストウイッシュ シーズン2』 - 《BW2》：エピソードN - 《BW2N》、デコロラアドベンチャー - 《DA》
- 5.『ポケットモンスター XY』 - 《XY》
  - シーズン1『ポケットモンスター XY』 - 《XY》
  - シーズン2『ポケットモンスター XY&Z』 - 《XY&Z》
- 6.『ポケットモンスター サン&ムーン』 - 《SM》
- 7.『ポケットモンスター（新無印）』 - 《PM2》（新無印、令和無印第1作、2019年版、第7シリーズ）
  - シーズン1『ポケットモンスター』 - 《PM2》
  - シーズン2『ポケットモンスター めざせポケモンマスター』 - 《MPM》
- 8.『ポケットモンスター（リコとロイ編）』 - 《LR》（リコとロイ編、令和無印第2作、2023年版、第8シリーズ）
  - シーズン1『ポケットモンスター リコとロイの旅立ち』 - 《LR1》
  - シーズン2『ポケットモンスター テラパゴスのかがやき』 - 《LR2》
  - シーズン3『ポケットモンスター テラスタルデビュー』 - 《LR3》
- 『ポケットモンスター サイドストーリー』 - 《SS》
- 『ポケットモンスター（劇場版）』 - 《MV》
- 『ポケットモンスター（OVA）』 - 《OA》（機内上映向け作品を含む場合がある）

## 構成
前シリーズまで定番だった御三家のくさタイプ（御三家のみならずくさタイプを一体も所持してない）をゲットせず、ひこうタイプが3体、ドラゴンタイプが2体とタイプが非常に偏っている。また、正式にバトルをしてゲットしたのはファイアロー（ヤヤコマ）のみである。シリーズとしては初めてとなる進化がないルチャブルを除き全員が最終進化を果たしている。他シリーズと比べると全てのポケモンの実力が高く、少数精鋭チームとして活躍し、サトシをカロスリーグ決勝戦まで導いた。ポケモンリーグで手持ち6体フルで揃った時以外は常に最大5体での手持ちだった。
初めてシリーズ中に研究所に一時的を含めて、手持ちが送られたり、入れ替わることがなく、ホウエンリーグ以来となるピカチュウとシリーズ内でゲットしたポケモン5匹を合わせた6匹のみでのリーグ戦となった。
シリーズ終了後、オーキド研究所に送られた描写が作中明確にはなかったものの、次回作『サン&ムーン』第1話の回想シーンにて、オーキド博士に5個のモンスターボールを預けているシーンがある。その後の『新無印』第68話以降、当シリーズで離脱しなかった3体が他の研究所に預けられたポケモンとともに度々登場しているため、上記回想シーンや幕間等でポケモンや離脱した2体分を含めたボールを預けられたと考えることができる。

## ポケモン一覧
※全てカロス地方でゲットしたポケモン。戦績の対象は、ジム戦やポケモンリーグといった公式戦のみ。
| ジム戦       | ハクダン | ショウヨウ | シャラ | ヒヨク | ミアレ | クノエ | ヒャッコク | エイセツ |
| ------------ | -------- | ---------- | ------ | ------ | ------ | ------ | ---------- | -------- |
| ゲッコウガ   |          | ○          |        | ○      |        |        | ○          | ○        |
| ファイアロー | ○        | ○          | ○      | ○      |        | ○      | ○          | ○        |
| ルチャブル   |          |            | ○      | ○      | ○      | ○      |            | ○        |
| ヌメルゴン   |          |            |        |        | ○      |        |            |          |
| オンバーン   |          |            |        |        |        |        |            |          |

### ゲッコウガ
ケロマツ→ゲコガシラ→ゲッコウガ
- 声 - うえだゆうじ
- 性別：♂[注 1]
- 特性：きずなへんげ（ゲッコウガ）[注 2]
- 戦績：10勝[注 3]3敗
- 登場時期：XY・PM2・MV

XY1話で初登場。サトシがカロス地方で最初に仲間にしたポケモン。XY&Z編では事実上のメインメンバーの一人。それもあって現在は、リザードンに匹敵する、ピカチュウと双璧を成すサトシの相棒ポケモンとなっている。
セレナのフォッコ、シトロンのハリマロンと同様、プラターヌ博士の研究所出身。本来は新人トレーナー用のポケモンであるが、今までに何度もプラターヌ研究所に返却されてきた曰くつきのポケモン。サトシが新人用のポケモンを貰うのはミジュマル以来である。
XY92話でゴジカが見せた回想シーンでは、研究所で生まれた頃から他のケロマツに群がることを嫌い、周囲から孤立して武者修行に励んでいた。そしてある日、バトルで重傷を負い治療を受けた際、さらに強くなるには人間が必要と悟り、自分の実力を高めるトレーナーを探し始めた。しかし、自分の主となった新人トレーナーがことごとく気に入らず、命令無視や逃走を繰り返したため、プラターヌ博士の下へ返されるということを繰り返していた。
そんな中、偶然にもサトシとロケット団のバトルに出くわし、乱入する形でロケット団の攻撃からピカチュウを庇って深手を負い、研究所で治療を行うことになった。その矢先、ロケット団の装置でガブリアスが暴走し、ガブリアスを救おうと奮闘したサトシを気に入って、XY2話で自らゲットされた。
正義感が強い性格で、負けず嫌いで行動力がある点はサトシと似通っている。そのためサトシとは気が合い、サトシ側もケロマツ時からのその性格を理解しているなど相性はよい。特に強くなる事に執念があり、非常にストイックでプライドが高い。ゲコガシラに進化してからはケロマツの頃より落ち着いた態度を取るようになり、ゲッコウガに進化してからはよりクールで忍びらしい性格となる。普段は目は閉じているが、バトルの時などには目は見開いている。相手の行動をしっかり考えてバトルをする冷静な部分もある。XY37話では隙だらけで直情的な行動をとるルチャブルとは当初衝突していたが、サトシをオーロットから助ける際には意気投合した。XY&Z5話のダークライの悪夢での会話で（進化前のケロマツになっていたが）、語尾に「ござる」をつけていることが判明した。サトシたちと逸れた際にハリマロンやフォッコの世話をしたり、XY71話では仲間たちとはぐれてしまったセレナを護衛するなど面倒見もよい。バトルや日常では正義感ゆえに仲間を庇う癖がよく見られ、特にピカチュウを庇う度に新しい技を習得したり進化したりしている。サトシがゲットした水タイプのポケモンで進化したのは進化後をゲットしたガマガルを覗けばキングラー以来であり、御三家ポケモンとしては初である。
上記の経歴ゆえにバトルセンスは非常に高く、スピードを生かして相性の悪い相手とも互角に戦うことができる。ケロマツ、ゲコガシラ時代には首回りから「ケロムース」と呼ばれる泡が分泌されており、その粘着性により相手の動きを封じることができる。また、攻撃技ではないためソーナンスの「カウンター」や「ミラーコート」などの反射技の影響を受けない。他にも分身体を作ったり、「どくのこな」を防ぐマスク代わりにするなど、汎用性が非常に高い。頭の回転も速く、空中で落下する仲間を瞬時にケロムースを繋げて救うなどの機転が利く。サトシのポケモンの中でも屈指の強さを誇り、出場したジム戦では先鋒やトリを務め、彼の勝利に大いに貢献している。なお、こうした戦績を残したポケモンはピカチュウを除き、御三家ではサトシの歴代の手持ちの中でも、リザードンやジュカイン、ゴウカザルに匹敵もしくはそれ以上の強さを魅せていた。
XY13話では雌のニンフィアのメロメロを受けたせいで情けない姿を見せてしまい、正気に戻った後はあまりのショックにしばらく機嫌を悪くしたりニンフィアにも素っ気ない態度を取ったりした。しかしロケット団からニンフィアを救いお礼を言われた後は顔を赤くして照れていた。
XY17話にてサンペイのゲコガシラとバトルし「でんこうせっか」で敗れ、「でんこうせっか」を覚えさせる修行をする。その後、ロケット団とのバトルで「でんこうせっか」の代わりに「かげぶんしん」を習得し、捕まったピカチュウとゲコガシラを助ける。
ショウヨウジム戦で1番手として登場し、初陣を飾る。バトルシャトーで披露したイワークの「がんせきふうじ」を、特訓の成果である落ちてくる岩から岩へ飛び移る「がんせきふうじ封じ」で優位に立ち、「みずのはどう」で打ち倒す。次のチゴラスには「かげぶんしん」で翻弄し、「がんせきふうじ封じ」も活用するが、「りゅうせいぐん」で分身ごと倒される。
XY37話にてピカチュウを助けようとして「いあいぎり」を習得した。「いあいぎり」の際には手に小刀のようなものを出して切り裂くという演出となっている。
XY52話にてゲコガシラをゲッコウガに進化させたサンペイと再会し、サンペイの秘伝書を届ける任務に協力する。仮面の忍者に変装していたサンペイの師匠・サイゾー（声 - 鳥海浩輔）のガメノデスとのバトル中に「どろかけ」で視界を奪われたピカチュウとゲッコウガを助けたい強い思いでゲコガシラに進化、同時に「つばめがえし」を習得した。
ヒヨクジムでは相性は不利であったものの、ケロムースで毒を防いだことでウツドンを「つばめがえし」で倒し、さらに切り札であるゴーゴートを渾身の「みずのはどう」で倒した。
ヒャッコクジムではファイアローと組んで挑むもニャオニクス♀の「でんじは」を受けてまひ状態にされるがサトシとのキズナで威力の上がった「みずのはどう」で♂を倒した。
XY&Z6話でサンペイと三度再会し忍者村を訪れ、続くXY&Z7話にてヘイダユウのキリキザンに追い詰められ、ピカチュウをキリキザンの「シャドークロー」から庇った直後にゲッコウガに進化。同時に「みずしゅりけん」を習得し、さらに「サトシゲッコウガ」に変化する能力を獲得、キリキザンを倒した。
XY&Z13話では、相性で不利なショータのジュカインに追い詰められるも、再び「サトシゲッコウガ」に変化して勝利をつかんでいるが、アランのメガリザードンXには変化しても力を完全に発揮できずにパワーに押され「ブラストバーン」で敗れてしまった。二度目の戦いではほぼ互角の戦いをするも途中でシンクロが乱れてサトシが気絶してしまい勝負は水入りになった。
XY&Z25話ではピカチュウでは敵わなかったチャンピオン・カルネのサーナイトとバトル中に追い詰められた様子もなく変化。ピカチュウでは見せられる間もなかったメガサーナイトへの変化まで持ち込む。パワーは互角と見られたがこれまで包まれていた水のベールを背中に背負う事で更にパワーを増し、シャドーボールを押し返してダメージを与えるもそこでまたもサトシが気絶してしまった。
XY&Z26話では、ショータとのバトルで彼のブロスターを倒し、続くジュカインにも善戦するが、サトシゲッコウガに慣れるという慢心とショータに先に8個取られたことで恐怖感を覚えサトシとゲッコウガの腕に付けたバトルパルスを通じてモニタリングをしてたシトロンは二人のバイタルはシンクロどころか平行線のままとなっている事に気づいた。サトシと焦りが生じジュカインにも燕返しを躱されたことでゲッコウガも焦り、サトシはサトシゲッコウガに慣れるという雑念と少し前まで格下だったショータに後ろから刺されるという恐怖感と焦りからサトシと気持ちがシンクロすることができず、「リーフブレード」で敗れる。
エイセツジムではトリで登場。今回は無事シンクロし、「サトシゲッコウガ」に変化。スピードと連続攻撃でクレベースに畳み掛けるが、「ジャイロボール」や「ゆきなだれ」といった自身の重さを存分に使った技に苦戦、更にショータの存在で焦りが生まれたサトシに動揺した事で実力が鈍り最後は「こおりのキバ」で「いあいぎり」を打ち破られ、そのまま「ジャイロボール」で壁に投げ飛ばされて敗北した。
その日の夜ポケモンセンターで回復するも、サトシの自分を責める謝罪の言葉を聞いたことで自分の不甲斐なさを感じ迷いの森へと失踪。その後ジガルデ・10%フォルムに変形したプニちゃんの助太刀でサトシを救い出すことに成功し、更にサトシが助けていたコフーライを助けたいという気持ちが一致したことで後述のようにサトシゲッコウガの力を制御し、サトシと共に再出発を誓い合った。
XY&Z29話でのエイセツジム再戦でもトリで登場。切り札として繰り出されたユキノオー相手に互角以上の戦いを見せ、完全なるサトシゲッコウガを発現させた。その後のメガユキノオーとの戦いも、サトシらしさ全開のバトルの末、メガユキノオーを倒し、サトシに8個目のジムバッジをもたらした。
カロスリーグ準決勝では、六番手で登場。ショータの相棒ジュカインと一進一退の攻防を繰り広げた後、シンクロとメガシンカが再び大激突。最後は自分たちのこれまでの想いを乗せた特大の「みずしゅりけん」を放ち、メガジュカインを撃破。リベンジに成功すると共に、サトシをポケモンリーグ初の決勝戦へと導いた。
決勝戦でも、六番手で登場。アランのキリキザンをヌメルゴンが残した「あまごい」によってパワーアップした「みずしゅりけん」で倒す。そして、「あまごい」が切れた瞬間変化し、アランのメガリザードンXとの三度目の戦いで、激しい攻防の末これまでにない巨大な「みずしゅりけん」と「ブラストバーン」によるぶつかり合いの結果、シンクロの制御はできても力はまだ完全に発揮できなかったためか僅かに届かず敗北する。
ジカルデの力を利用してカロスを支配する事を企てたフレア団との決戦中、ミアレシティを破壊していた巨大植物の根本である「負のエネルギー」を見つけ出す能力に目覚める。この能力にて囚われていたマノンのハリマロンを救う。フレア団との事件後はフレア団の生き残りとされるクセロシキのネオ・フレア団結成を阻止する。その後ジガルデ50%フォルム（Z2）、プニちゃんと再会し、彼らから残りの「負のエネルギー」を削除するのを手伝って欲しいと頼まれる。ゲッコウガはカロスを救うためそれに同意し、彼の意思を汲んだサトシに別れを告げ去って行った。この際プニちゃんはサトシに「ゲッコウガを預かる」と言っており、「負のエネルギー」がカロスから消滅した後はサトシの元に戻る可能性がある。
歴代の手持ちの御三家としてサトシから別れる例は、無印編でリザードンが更に強くなりたいという意思を汲んでリザフィックバレーで修行するために別れた時と、ゼニガメが自らリーダーを務めていたゼニガメ団の仲間と共に消防団に再入団することになり別れた時などがある。
PM2の第4オープニングにて再登場することが判明し、本編では108話より登場。ルカリオとゴウのエースバーン、およびそれを真似したコハルのイーブイとゴウのケロマツ（途中ゲコガシラへと進化）の特訓を見たサトシが会いに行くことを提案。ルカリオとの「はどう」による共鳴やパワーアップがかつてのゲッコウガとのシンクロ（後述のサトシゲッコウガ）に重なるものがあると考えたためであった。夜間にカロスのとある森で上述した「負のエネルギー」を削除している最中にサトシ一行と再会、サトシとは再会後すぐ感覚共有をもって息を合わせ、「負のエネルギー」を削除した。実力はXY編終盤から格段に上がっており、ルカリオに挑まれた勝負も、相手が冷静さを欠いていたとはいえ、数発の体術と「かげぶんしん」のみで圧倒した。その後悔しさから疾走したルカリオを見つけ出し、湖面の波紋を使った精神面の稽古をつけて落ち着かせ、シンクロの極意を体感させた。その後、冷静になり、サトシとの呼吸を合わせたルカリオとともに「負のエネルギー」を削除し、メガシンカしたルカリオとサトシのシンクロ及び「きょだいはどうだん」の成立を見届けた。最終的に再び別れることとなるも、サトシから心は今も繋がっていると評されている。
PM109話、125話では「きょだいはどうだん」を作り出すルカリオの「はどう」を感じていた。
現在の使用技は「かげぶんしん」、「いあいぎり」、「つばめがえし」、「みずしゅりけん」。進化前は「あわ」、「はたく」、「みずのはどう」も使用。

#### サトシゲッコウガ
人間とポケモンの強い信頼関係による「キズナ現象」によって、先述のXY&Z7話以降変化が可能となった強化形態。変化が発生するとゲッコウガが水のベールに包まれた状態となり、サトシに似た姿に変化、スピードとパワーが増して並みのポケモンならばほぼ一撃の下に倒すほどの力を発揮し、カルネのメガサーナイトとも拮抗する程になる。完全に変化すると水のベールが消え、背中に大きな「みずしゅりけん」を背負った姿になり、メガサーナイトにダメージを与えられる程に力が増す。なおサトシゲッコウガ時だけ「いあいぎり」の演出が小刀ではなく、両手にクナイになる。
キズナ現象自体の詳細はメガシンカと違い明言されておらず、カロス地方で数百年前に一度発生したことがあり、忍者村のほこらの掛け軸やプラターヌ博士が発見した文献などから、「トレーナーとポケモンの信頼関係」「ポケモン自身の潜在能力」「極めて稀に発生」といった断片的な情報が語られている。ほかシトロンの発明品による調査から、サトシとゲッコウガの心の波長がシンクロした際に発生することが実証されており、アランのキーストーンの変化への反応や、バトル中に変化が発生し戦闘終了・不能に伴い元に戻るなど、メガシンカとの共通点が示唆されている事からサトシのゲッコウガだけの特別なメガシンカと捉える事ができる。
変化発生当初はサトシ達は異変には気付いていたが、カロス地方でも深くを知り得る者がいない現象ということもあり、何が起きているのかはわかっていなかった。変化中はサトシが「ゲッコウガになったみたいだった」と語るなど、両者の感覚が完全にシンクロしている状態となり、ゲッコウガの視覚情報や受けたダメージがサトシに伝わり、技等を繰り出す時にサトシの動きと連動している描写がある。完全に変化を使いこなせないうちはゲッコウガとサトシ両者にバトル中の被ダメージ以外でもかなりの負担がかかり、バトル直後は強い疲労感を示したり、バトル中に両者が失神することがある。やがてお互いの気持ちを通じ合わせたことでバトル以外の状況にも関わらずシンクロを経て変化した。以降はサトシゲッコウガへの変化を確実なものにし、メガシンカポケモンに匹敵するサトシの主戦力として活躍する。他にもテレパシーで通じあっているシーンもある。前述にある通り、フレア団事件以降は巨石の中心部でのマノンのハリマロンがとらわれている場所や巨大植物の根本である「負のエネルギー」を見つけ出す能力に目覚め、サトシはキズナ現象を「カロスを守るためにあるのかもしれない」と語った。
PM2ではサトシゲッコウガに変化するシーンはなく、過去にサトシゲッコウガに変化していた場面では通常の姿に差し替えられている。しかし、めざせポケモンマスターのオープニングではカロスリーグ決勝で変化した時のシーンがそのまま使われていた。

### ファイアロー
ヤヤコマ→ヒノヤコマ→ファイアロー
- 声 - 寺崎裕香→古島清孝（ファイアローに進化後）
- 性別：本編上では直接語られていない[注 11]。
- 特性：ほのおのからだ（ヒノヤコマ・ファイアロー）[注 12]
- 戦績：7勝9敗1分
- 登場時期：XY・PM2・MV

XY3話から登場。デデンネの取った木の実を奪っていく形で登場し、そのスピードをサトシが気に入ってケロマツとのバトルの末、ゲットされた。手持ちに加わってからは、サトシとはぐれたピカチュウを探すなど、これまでゲットした飛行タイプと同様な役割をしている。
性格は明るく負けず嫌い。ヤヤコマだった時にナミのファイアロー、ヒノヤコマの時に野生のファイヤーなどの格上相手でもバトルを挑むほど勇敢。ヒノヤコマに進化してからは幼いオンバットに微笑むなど面倒見の良さも見せる。
ハクダンジム戦では飛べる事でアメタマの作った氷のフィールドの影響を受けず、アメタマを倒すが、続くビビヨンには「かぜおこし」で「ねばねばネット」に絡め取られて敗北。再戦時にはリベンジを挑み、「かぜおこし」はその風に乗って封じてみせるも「ねむりごな」で動きを封じられて再び敗れる。
ショウヨウジムでは2番手で登場。チゴラスと対決するも相性の悪さもあり、「かげぶんしん」からの「はがねのつばさ」で攻撃したが、「ドラゴンテール」の一撃で倒される。
XY35話にてカロスキャニオンでナミ（声 - 日笠陽子）のファイアローとスカイバトルを望むが、相手にならないと見下されて落ち込んでしまう。その後ロケット団からファイアローを助けたことで実力を認められバトルを申し込まれた。ユリーカの励ましもあってスピードで優勢に戦うが、パワーで徐々に追い詰められファイアローの「だいもんじ」を受けた瞬間、ヒノヤコマに進化した。新技「ニトロチャージ」でスピードを更に上げて勝利した。
シャラジムでは相性の良いゴーリキーにパワーで押されるもスピードで翻弄し「ニトロチャージ」で勝利するが、メガルカリオには敗れた。
ヒヨクジムでは「コットンガード」で防御し、天気が晴れの状態で「ようりょくそ」によって素早さを上げたワタッコを一度もダメージを受けずに倒すが、ウツドンの「どくのこな」で毒状態にされたことで体力を奪われ、「はっぱカッター」に耐えるも、「たたきつける」を受け倒された。
クノエジムではニンフィアのリボンに捕まるが「ニトロチャージ」で脱出し「はがねのつばさ」と「ギガインパクト」の一騎討ちで勝利し、シュシュプの「トリックルーム」で動きが鈍くなるが、連続で「ニトロチャージ」を使い「トリックルーム」が切れるまで耐え抜きスピードが最大まで上がった状態の「はがねのつばさ」で攻撃するも「ムーンフォース」に敗れた。
XY76話ではオンバットの卵をほのおのからだで温めて孵らせる手伝いをしている。この一件でヒノヤコマの特性が明らかになった。オンバットが産まれた後は、なぜか空が飛べないオンバットにルチャブルと共に空の飛び方を教えている。
XY77話ではオンバット、ルチャブルと共に「ポケモンスカイリレー」に参加する。リレーの1番手として木の障害物を避けながら多くの飛行ポケモン参加者から距離を伸ばし、3位の成績で次のルチャブルにタスキを繋げた。
XY86話で昂奮状態のトロバのリザードと戦い勝利、ファイヤーの「かえんほうしゃ」からサトシたちを庇った際、ファイアローへ最終進化を果たし、同時に「ブレイブバード」を習得した。さらにスピードに磨きがかかり、伝説のポケモンであるファイヤーと互角に戦えるようになった。
ヒャッコクジムではゲコガシラと組んで挑むもニャオニクスたちのコンビネーションに追い詰められるが、サトシの作戦により巻き返し、「ニトロチャージ」でニャオニクス♀を倒した。
エイセツジムでは2番手で繰り出される。相性では勝っていたが、スピードを上げる「ニトロチャージ」はクレベースの重さと鈍足さが合わさった「ゆきなだれ」には相性最悪で、二度目の「ゆきなだれ」を受け、なすすべなく敗北。
エイセツジム再戦では再びクレベースと対峙、スピードをより活かしたバトルを展開し、クレベースを倒してリベンジを果たした。しかし続くユキノオー戦ではその巨体からは想像できないスピードとパワーに押され「ウッドハンマー」で倒された。
カロスリーグ準決勝では、二番手で登場。ルチャブルの健闘により、ダメージが溜まっていたケッキングを「ブレイブバード」で下す。続くブロスターには「れいとうビーム」で翼を凍らされて動きが鈍った一瞬の隙を「アクアジェット」でつかれ、敗北。
決勝戦では、四番手として登場。ケンホロウ♂と空中戦を繰り広げ、相打ちに終わる。
サトシの手持ちポケモンとしては、公式戦最多出場を果たしている（その数は、ハクダンジムとエイセツジムの再戦を含め計9試合。不参加だったのは、相性で不利なミアレジム戦のみ）。ヤヤコマの時は1勝しかできなかったが、ヒノヤコマに進化してからは総合的に大きく戦績を伸ばしており、AG編のオオスバメやDP編のムクホークに匹敵する活躍をしている。 ゲッコウガに次いでバトル数が多い反面、敗北数も多い。
PM2の68話ではサトシと再会する前にゴウカザルとバトルしていた。114話ではサトシのほのおポケモンたちと共にゲンガーへ「おにび」を伝授していた。
めざせポケモンマスターの第4話では特性「ほのおのからだ」で氷を溶かした。
現在の使用技は「はがねのつばさ」、「ニトロチャージ」、「ブレイブバード」、「かまいたち」。進化前は「かげぶんしん」、「つつく」も使用。

### ルチャブル
- 声 - 三木眞一郎
- 性別：♂[注 13]
- 特性：「かるわざ」「かたやぶり」のどちらか[注 14]
- 戦績：6勝6敗
- 登場時期：XY・PM2・MV

XY35話から登場。元々は格闘ポケモンの生息地にいたチャンピオン的存在。
初登場時、木の葉で作ったルチャリブレを被っていた。情熱には厚く弱い者いじめは許さないが、必殺技をする前に決めポーズをする癖があるので相手に避けられるのが悩みの種。かつての森チャンピオンでリベンジマッチのため修行をしていたカイリキーと再びバトルをするも、森の嫌われ者（ユリーカ曰く「森の弱い者いじめブラザーズ」）のリングマとローブシンが仕返しを狙うために利用されていたことに気づいたカイリキーに助けられ、再戦の約束をした。その後、ケロマツとのバトルで「フライングプレス」を完成させ、結果は引き分けに終わるがサトシにその実力を気に入られてルチャブルも同行を考え、カイリキーからもその間に自分が森の平和を守るという宣言と共に彼から自分の気持ちに素直に従うよう後押しされて、ゲットされた。
当初から高い実力を持ち合わせており、その後の多くのバトルで主力として活躍している。その実力は多くの挑戦者を驚かせている。特にジム戦では、相性の悪いヒャッコクジムとエイセツジム再戦を除く、全試合に出場している。
必殺技のフライングプレスをする前の決めポーズにこだわったり、相手の攻撃をわざと受けた後に反撃する「魅せるバトル」を好むなど、独自の「戦いの美学」を持つだけあって、自信家でプライドが高い性格。ボールから登場する際に筋肉を見せつけるポーズをしたり、カロスリーグ準決勝戦ではセレナに頼んで作ってもらった衣装を着るなど目立ちたがり屋。オンバットの世話や、ハリマロンとヤンチャムの喧嘩の仲裁をするなど、面倒見がいい兄貴肌である。一方で、ロケット団に捕まった際「飛べない奴はいらない」と言われて飛べないフリをするなど、時々天然な一面が見られる。仲間と喜ぶ時はグータッチをする癖がある。
バトルでは自信家だが、それ以外では前述のお芝居本番の通り緊張しやすい体質で、短編映画『ピカチュウとポケモンおんがくたい』では一人だけうまく歌えず困っていたが、ピカチュウたちに「バトルだと思えばいい」と励まされ歌うようになる。
XY35話にてナミとのスカイバトルに格下に見られ落ち込んだヤヤコマの代わりにスカイバトルに参戦するが、状況に対応できず相性が悪い上ファイアローのスピードに翻弄され、敗れた。この時にひこうタイプでもあるもののその翼は長時間の飛行には向いておらず、滑空ができる程度であると述べられている。
XY37話ではサトシにケロマツと組まされダブルバトルの練習をするが、ケロマツとのバトルスタイルの違いにより相対する。その後はオーロットに連れ去られたサトシを助けたい思いが通じ合い友情が芽生える。以後は仲良く張り合う姿が見られる。
シャラジムにてジム戦デビューし、コルニのコジョフーにティエルノから教わったリズム戦法を披露するが、まったく通じず逆に翻弄されるも、ティエルノのマネをしても勝てるわけがないと判断し戦法を変えたサトシの機転で逆転勝利する。またメガルカリオに対しても互角以上に張り合うも敗れた。
XY51話では、サトシたちの勘違いで怪我をした、エルレイドの代役として『スーパーポケモンバトル』の主役を演じた。練習では当初、劇団監督・カール（声 - 最上嗣生）の持つ色違いのルチャブル・ダークルチャブルと衝突するも、本番前にロケット団を撃退したことで友情が芽生える。本番では緊張しながらも最後まで芝居（ほとんどがアドリブ）を続け、無事に幕を閉じることができた。
ヒヨクジムでは相性のいいウツドンとバトルするも「どくのこな」の影響で動きがにぶり、「とびひざげり」を受けながら「たたきつける」を返され敗れた。
ミアレジムでは、相性の良いシトロンのエレザードにスピードで対抗し、襟巻を広げた時に一瞬動きが止まる隙をついて「とびひざげり」で勝利するが、「エレキフィールド」ででんき技の威力を上げたレントラーの「ワイルドボルト」に敗れた。
クノエジムでは相性が不利なシュシュプの「ジャイロボール」の回転を利用し新技「シザークロス」で「トリックルーム」を力ずくで破壊し、「フライングプレス」と「とびひざげり」の連続攻撃で勝利した。
XY76話では野生に放置されていたオンバットの卵を偶然見つけ拾ってくる。オンバットが産まれた後はなぜか空を飛べないオンバットにヒノヤコマと一緒に飛び方を教えようとする。オンバットを狙ったロケット団から庇い、一緒に拘束から脱出した事からオンバットに懐かれる。オンバットが仲間になった後もサトシからお世話を任されている。
XY77話ではオンバット、ヒノヤコマと共に「ポケモンスカイリレー」に参加する。リレーの2番手として岩の柱の障害物を上手く足場にし、ロケット団からの邪魔を受けながらも負けずに2位の成績をキープしてアンカーのオンバットにタスキを繋げた。
エイセツジムではユキノオーのとくせい「ゆきふらし」によるあられで体力を削られるが、得意のスピードで翻弄し、「フライングプレス」と「とびひざげり」のコンボで下す。続くクレベースにも果敢に攻めるが、「ジャイロボール」で技を弾かれ、あられのダメージが溜まっていたところを攻撃されて敗れる。
カロスリーグ準決勝では、一番手で登場。相性のいいケッキングと勝負し、スピードと連続攻撃で攻めるも、「なまける」で持久戦に持ち込まれたうえに「フライングプレス」のモーションの大きさを「カウンター」でつかれ、一撃でノックアウト。しかし、ケッキングへのダメージを次のファイアローの勝利に繋げた。
決勝では、三番手として登場。相性の悪いマニューラの猛攻に耐えきり、「フライングプレス」で下す。しかし、続くキリキザンには「でんじは」で動きを封じられ、「ハサミギロチン」を「シザークロス」で迎え撃つも、「とびひざげり」を外したところで「ハサミギロチン」の一撃で敗れる。
オンバーンはオンバット時代から弟のように気遣い、本人も兄貴分として慕われている。カロスリーグ決勝戦でオンバーンがアランのマニューラに敗れた時は自らボールから出て彼を気遣ったり、また彼がフラダリのメガギャラドスに敗れた時は駈け寄ったりするなど、誰よりも彼を心配していた。
PM2の68話ではサトシとの再会に喜んだ。また114話ではヘラクロス、ブイゼルとともにルカリオへの特訓を行っていた。
「めざせポケモンマスター」の第7話ではゴウカザルと共にロケット団のマスキッパ・パンプジンとバトルした。その後、ピカチュウがハブネークに襲われた時に「フライングプレス」で助けた。
使用技は「からてチョップ」、「とびひざげり」、「フライングプレス」、「シザークロス」。

### ヌメルゴン
ヌメラ→ヌメイル→ヌメルゴン
- 声 - 赤﨑千夏→うえだゆうじ（ヌメルゴンに進化後）
- 特性：うるおいボディ[注 18]
- 戦績：1勝1敗1分
- 登場時期：XY

XY55話から登場。元々はとある湿地帯に生息していた個体。
その湿地帯にある泉の水を巡って、他所からやってきたフラージェス率いるポケモン達に襲われ、攻撃を受けたことにより飛ばされた拍子でスワンナの背に乗り、そのまま住処からはぐれ、その途中でヒヨクシティへ向かうサトシの頭の上に落ちてきた。水分が切れて弱っていた所、サトシに川で水分補給されて元気を取り戻す。その後、ピカチュウと一緒にロケット団に攫われるが、ヌメヌメの体を利用し一緒に逃げ、追いついてきたロケット団に苦戦していたピカチュウとヒノヤコマを「がまん」の一撃で助けた。バトル後、ピカチュウのように強くなりたいという願いを叶えるため、サトシにゲットされた。
人懐っこい性格であり、顔面に張り付くほか耳を舐めることもある。ヌメラの時はとても臆病で、フラージェスに襲われたトラウマにより天敵であるフェアリータイプのデデンネを特に怖がっていたが、56話でロケット団の攻撃から必死にかばってくれた事で仲良くなった。他、住処を追われる原因となった争いにいたアリアドスも怖がっていた。しかし、ピカチュウの戦っている姿を見て強くなりたいという意思はある。触覚で相手の考えを読み取る事ができ、触れている相手が悪口を言ったりすると落ち込んでしまう。
XY63話では、野生のバネブーをロケット団に利用されていたブーピッグから守るためにヌメイルに進化した。同時に「りゅうのいぶき」を習得した。また、かなりの跳躍力を持ち、屋内では天井に張り付くこともできる。
XY65話にてロケット団のメカが起こした山火事を「あまごい」で鎮火させると共に雨の影響でヌメルゴンへと進化した。進化していく内に、臆病な性格から一転し勇敢な性格となっており、XY時点のサトシの手持ちでも屈指の実力を発揮する。進化後のティエルノとのバトルではライチュウの「チャージビーム」・「きあいだま」を続けざまに「がまん」で受けてもビクともしないほどの耐久力とカメールの「ロケットずつき」を受け止めて投げ飛ばすパワーを見せつけて圧勝している。また、相性の悪い「マジカルシャイン」や「ようせいのかぜ」を受けてもほとんど倒れないほどのタフさを持つ。しかしその分スピードが鈍くなってしまい、スピード重視のサトシとは相性が悪く、シトロンのエレザードとのバトルではスピードで翻弄されてほとんど何もできずに交代している。カロスリーグのアラン戦でもキリキザンのスピードに翻弄され、勝ちを逃した。一方でその鈍足さを利用した戦法も得意としている。
唯一のジム戦となったミアレジムでは、エレザードの「でんじは」でまひ状態にされ一旦交代し、レントラーとバトルの際に再び投入される。「あまごい」で「エレキフィールド」を打ち消すと同時にまひを直し、「がまん」の反撃によってレントラーを倒し、サトシに勝利をもたらした。
XY69話にて、故郷の湿地帯に帰還し、湿地帯の管理人であるケンゾウ（声 - 相沢まさき）やそこでの仲間であるウパー達と再会し、再びフラージェスと相見える事となった。当初は怯えてしまうもサトシの言葉で勇気を取り戻し、新たに覚えた「れいとうビーム」でフラージェスに勝利するも、フラージェスに手を貸す芝居をしているロケット団の不意打ちをくらい倒れてしまった。その後、フラージェスとの誤解が解けてフラージェスとともに湿地帯の水を奪ったロケット団を倒し、「あまごい」で湿地帯を元通りにし、サトシに仲間や和解したフラージェスの勢力達と暮らすよう勧められ湿地帯の平和と仲間を守るため故郷に残った。
XY&Z19話で久々に登場し、ケンゾウやウパー達と共にテレビでセレナのトライポカロン・マスタークラスを見ていた。その後、30話にてサトシ達と再会し、メレシーの事件を解決した。その後サトシからカロスリーグ参加への打診を受けており、フルバトルになる準決勝の前日にケンゾウによってカロスリーグの会場に送られてサトシ達と合流し、再び手持ちに戻った。
カロスリーグ準決勝では、副将（五番手）として登場。相性の悪いショータのペロリームとぶつかり、ペロリームの「かえんほうしゃ」に限界まで耐えた「がまん」と、ペロリームの「ようせいのかぜ」がぶつかり合い共に倒れる。
決勝戦でも同じく五番手として登場。「あまごい」を繰り出し、相性の悪いキリキザンの猛攻に耐えながら「がまん」を繰り出すも、持ち前の鈍足さが災いして、キリキザンのスピードの前には敵わず「ハサミギロチン」を受け、敗北した。しかし、最初に繰り出した「あまごい」がゲッコウガの勝利に繋がる。リーグ終了後は湿地帯に返す予定だったが、フレア団によって返せない状態になってしまった。フレア団との事件後は再び湿地帯に返され、サトシたちに二度目の別れを告げた。
サトシのドラゴンタイプとしてはDP編のフカマル以来。初登場からわずか10話で最終進化形に至るなど、ドラゴンタイプとしては異例の早さを見せている。無印編のオコリザルに次いで手持ちにいた時期が短く、出会いから別れまでに早い展開を見せたポケモンである。XY編における手持ちの中ではバトル数こそ少ない上、ほとんど相性の悪い相手が多く勝率は敗北や引き分けを含めやや低め。
PM2では他のポケモンたちと共にピカチュウを応援するシーンで久々に登場。
現在の使用技は「あまごい」、「がまん」、「りゅうのはどう」、「れいとうビーム」。進化前は「りゅうのいぶき」も使用。

### オンバーン
オンバット→オンバーン
- 声 - 寺崎裕香→三宅健太（オンバーンに進化後）
- 性別：♂[注 22]
- 戦績：0勝1敗1分
- 登場時期：XY・PM2・PMMP・MV

XY76話から登場。第3期OP、第4期EDでセレナのイーブイと共に先行登場。離脱したヌメルゴンの後釜。旅の途中で、ルチャブルが偶然見つけて拾ったタマゴが孵化し、サトシに刷り込みを起こしてゲットされた。
当初は、生まれたばかりのために泣き虫で、号泣するたびに「ちょうおんぱ」を発していた。この「ちょうおんぱ」で木の実の熟成具合、食べ物の味や、暗い場所で相手の居場所をつかむことなどができる。またどういう訳か、生まれてすぐ上手に飛ぶことができなかった。オンバーンに進化することを期待したロケット団に狙われていた。後述の「ポケモンスカイリレー」の一件からは飛べるようになっている。
生まれた直後の空を飛ぶ訓練の最中、ロケット団にルチャブルと共にさらわれるが、暗い洞窟に誘い込んで撃退する事を思いつくなど賢さを見せる。
仲間では同じ飛行タイプのルチャブルとファイアローに懐いている。特にルチャブルは、オンバットを狙ったロケット団から庇い一緒に拘束から脱出した事から兄貴分のようによく懐いて慕っており、オンバット時代はよくルチャブルの頭の上に乗っていた。ルチャブルもまたオンバットを弟のように誰よりも気遣っている。
XY77話では長年空を飛ぶポケモンのみ三体がチームを組んで出場する「ポケモンスカイリレー」を観戦していただけで出場経験のない老人・オワゾー（声 - 坂東尚樹）の代わりに出場する。アンカーを担当し、連続優勝を狙っているオルニス（声 - 梅原裕一郎）のムックルと一位争いを繰り広げ、最初は風に逆らえず苦しむもサトシ達からの励ましもあって最後まで諦めなかった結果、二位でゴールし準優勝を獲得。優勝は逃すも涙をこらえるなど少し成長し、それ以降は号泣する描写がほとんど見られなくなった。飛べるようになってからはファイアローと共に偵察役を担当するようになった。
XY83話では洞窟で薬草が生えている温泉を「ちょうおんぱ」で探し当てる活躍を見せた。
XY&Z11話、ロケット団に捕まったフラエッテとキノガッサを助けようとして「アクロバット」を習得した。
XY&Z17話、サンダーの攻撃を受けて墜落したルチャブルを助けようとした際にオンバーンに進化し、同時に「ばくおんぱ」を習得した。進化後はパワーとスピードが大幅に上がり、バトルでたびたび活躍している。伝説のポケモンであるサンダーとさえ互角に戦えるほどに強くなった。進化前の泣き虫だった性格とは打って変わって、進化後は勇敢で凛々しい性格となった。しかしオンバーンに進化しても本来の凶暴であるはずの性質は見当たらず、変わらず無邪気に笑う姿からまだあどけなさや幼さが残る。なお、異なる地方以外でタマゴから孵ったポケモンが進化したのはオンバーンが初。ヌメルゴンと同様、ドラゴンタイプとしては異例の早さで進化した。
進化後、初となるアランのメタングとのバトルでは、相性の悪さや圧倒的なパワーに怯むことなく互角に渡り合うが、最終的に「アクロバット」と「メタルクロー」のぶつかり合いの末、力負けを喫した。
ショータとの三度目のバトルでは、相性の悪いニダンギルを相手に初勝利を飾るも、続くブロスターには特性「メガランチャー」による「りゅうのはどう」に敵わず敗れた。また、XY編におけるサトシの手持ちの中では、唯一ジム戦への参戦を果たしておらず、特にエイセツジムでは相性の関係で参加できなかった。
カロスリーグ準決勝では、四番手として登場。持ち前の飛翔力や聴覚を活用した戦法を駆使し、強力なドラゴンタイプであるボーマンダを相手に、一歩も譲らぬ凄まじい空中戦を展開する。常に互角の戦況となったが、最終的に「アクロバット」と「ドラゴンダイブ」のぶつかり合いにより、相打ちとなる。
決勝戦では、二番手として登場。マニューラと対戦し、「かげぶんしん」を「ちょうおんぱ」で看破するという善戦ぶりを見せるも、相性の悪さに敵わず敗れる。
先述の通り、初期とは比較にならないほどの成長を遂げ、実力的にも申し分ない強さを身につけている。ただし、公式戦での勝利は未だなく、非公式戦も含めて相性の悪い相手や、基礎能力が格上であるポケモンと対戦する機会が多く、全体的な勝率はかなり低めである。
PM2の68話ではサトシとの再会に喜んだ。また、114話ではオオスバメ、ムクホーク、ケンホロウ、カイリューとともに飛行を楽しんでいた。
「めざせポケモンマスター」の第1話ではロケット団に捕まったピカチュウを助けようとしたり、ロケット団を気球ごと「ばくおんぱ」で撃退するなど久々の活躍を見せていた。
現在の使用技は「ちょうおんぱ」、「アクロバット」、「ばくおんぱ」、「ドラゴンクロー」。進化前は「たいあたり」も使用。